# Gillett Evernham Motorsports
Gillett Evernham Motorsports est une ancienne écurie NASCAR basée à Concord en Caroline du Nord, dirigée par Ray Evernham (en) et George Gillett Jr.

## Parcours en NASCAR Cup Series
Début 2007, l'écurie Evernham Motorsports fait courir en NASCAR Cup Series les Dodges no 9 de Kasey Kahne et no 19 d'Elliott Sadler. Elle est renommée Gillett Evernham Motorsports durant l'été à la suite de l'entrée au capital de Gillett Jr, ancien propriétaire des Canadiens de Montréal et du Liverpool Football Club. 
En 2008, une 3e voiture est engagée, la no 10 de Patrick Carpentier, mais c'est Kasey Khane qui remporte les deux seules victoires de la structure à Charlotte et Pocono.

## Fusion
L'écure n'existe plus sous ce nom : elle a fusionné pour devenir la Richard Petty Motorsports fin 2008.